# Frygnowo
Frygnowo (do 1945 r. niem. Frögenau) – wieś w Polsce położona w województwie warmińsko-mazurskim, w powiecie ostródzkim, w gminie Grunwald. W latach 1975–1998 miejscowość administracyjnie należała do województwa olsztyńskiego.
We Frygnowie działa publiczna szkoła podstawowa.

## Historia
W czasach krzyżackich wieś pojawia się w dokumentach w roku 1321, podlegała pod komturię w Dąbrównie, były to dobra rycerskie o powierzchni 60 włók.
Wieś wymieniana w dokumentach w roku 1335. W 1414 r. wieś obejmowała 62,2 włóki, na których gospodarzyło czterech chłopów. W 1475 roku wielki mistrz Henryk von Richtenburg nadał we Frygnoweie 62 włoki i 11 radeł wolnym chłopom. W 1519 roku we wsi było 11 chłopów czynszowych a w 1540 - 13 chłopów czynszowych oraz pięciu zagrodników. W 1544 roku niejaki von Ölsnitz zamienił się majątkiem we Frygnowie z niejakim Finckem. W tym czasie było we wsi 22 chłopów. W czasie wojen szwedzkich wieś mocno ucierpiała a kościół później przez wiele lat nie był remontowany - w 1721 roku było już ruina. W 1763 kościół został odbudowany. W tym czasie w tutejszej szkole uczyło się ponad 10 dzieci. W 1789 r. był to majątek ziemski z 26 domami. W 1895 r. wieś obejmowała 390 ha i mieszkało w niej 286 ludzi. Według danych z 1910 r. we Frygnowie mieszkało 240 Polaków (osób polskiego pochodzenia). W 1925 r. wieś obejmowała 1357 ha i zamieszkana była przez 614 osób. W 1939 r. we wsi było 734 mieszkańców.